# Stan Rice
Stan Rice (7 de noviembre de 1942 – 9 de diciembre de 2002) fue un poeta estadounidense.
Se casó con la escritora Anne Rice en 1961, época en la cual decidieron mudarse a California, asentándose en la ciudad de San Francisco. Tuvieron dos hijos, Michele en 1966, niña que murió de leucemia a la edad de 5 años y el también escritor Christopher Rice, a quien ambos animaron a escribir.
Rice fue profesor de inglés y escritura creativa en la San Francisco State University y propietario de la Galería Stan Rice en Nueva Orleans.
Comenzó a escribir poemas como introducciones de los capítulos del libro de Anne Rice Queen of the Damned (La reina de los condenados).
Estos poemas componen su primera publicación, Some Lamb (Algo de cordero) tras la muerte de su pequeña hija Michele.
Murió de cáncer cerebral el 9 de diciembre de 2002 a los 60 años y está enterrado en el Metairie Cemetery de Nueva Orleans.

## Poemarios
- False Prophet (2003) (póstumo)
- Red to the Rind (2002)
- The Radiance of Pigs (1999)
- Fear Itself (1997)
- Singing Yet: New and Selected Poems (1992)
- Body of Work (1983)
- Whiteboy (1976) (premio Edgar Allan Poe)
- Some Lamb (1975)

## Otros libros
- Paintings (1997)